# Ortalis arima
Ortalis arima är en tvåvingeart som beskrevs av Walker 1849. Ortalis arima ingår i släktet Ortalis och familjen fläckflugor. Inga underarter finns listade i Catalogue of Life.